# Жусупов, Абжан Суйкумбаевич
Абжан Суйкумбаевич Жусупов (15 июня 1907, аул Кзыл-Томар, Акмолинская область, Российская империя — 25 августа 1986) — советский государственный деятель, работавший председателем Семипалатинского, Кустанайского и Гурьевского облисполкомов. Министр государственного контроля Казахской ССР,

## Биография
В 1931—1932 гг. — слушатель рабочего факультета при Московском институте цветных металлов имени В. М. Молотова. В 1949—1952 гг. — слушатель Высшей партийной школы при ЦК ВКП(б).
- 1929—1931 гг. — в РККА
- 1932—1937 гг. — ответственный исполнитель, заместитель, первый заместитель начальника Северо-Казахстанского областного управления связи
- 1937—1940 гг. — первый заместитель председателя Исполнительного комитета Северо-Казахстанского областного Совета
- 1940—1941 гг. — заместитель начальника Семипалатинского областного земельного отдела
- 1941 г. — заместитель заведующего отделом кадров Семипалатинского областного комитета КП(б) Казахстана
- 1941—1945 гг. — председатель исполнительного комитета Семипалатинского областного Совета
- 1945—1949 гг. — председатель исполнительного комитета Кустанайского областного Совета
- 1952—1955 гг. — председатель исполнительного комитета Гурьевского областного Совета
- 1955—1958 гг. — министр государственного контроля Казахской ССР
- 1958—1961 гг, — председатель комиссии советского контроля СМ Казахской ССР
- 1961—1962 гг. — председатель комиссии государственного контроля СМ Казахской ССР
- 1963—1965 гг. — председатель комитета партийно-государственного контроля Алма-Атинского областного комитета КП Казахстана и исполнительного комитета Алма-Атинского областного Совета
- 1965—1967 гг. — председатель Алма-Атинского областного комитета народного контроля.

С 1967 г. на пенсии.

## Награды и звания
Награждён орденами Трудового Красного Знамени, Отечественной войны II-й степени, «Знак Почёта».